# 桑索莱斯
桑索莱斯，是西班牙卡斯蒂利亚-莱昂萨莫拉省的一个市镇。 总面积26平方公里，总人口678人（2001年），人口密度26人/平方公里。